# Messier 10
Messier 10 (M10 o NGC 6254) és un cúmul globular visible a la constel·lació del Serpentari. Va ser descobert per Charles Messier en 1764.
La seva magnitud conjunta en banda V (filtre verd) és igual a 6,4; el seu tipus espectral és F3 i fotogràficament s'aprecia de color daurat a causa de la gran quantitat d'estrelles gegants vermelles (de color groguenc o ataronjat) que conté. De la seva velocitat radial, 75,4 km/s, es dedueix que s'allunya de la Terra a més 271.440 km/h: aquesta velocitat és originada per la combinació de la seva velocitat orbital al voltant del nucli de la Via Làctia i de la velocitat pròpia del Sol i de la Terra. És un cúmul globular molt pobre en variables: fins a l'any 2006 només s'havien descobert 4 estrelles variables en el seu nucli.
És fàcilment visible amb binoculars degut a la seva magnitud de 6,6. Amb un telescopi de 150 mm es poden resoldre estrelles. Les estrelles més brillants del cúmul tenen una magnitud aparent de 13.